# الجزیره پوینت
الجزیره پوینت (به انگلیسی: Algiers Point) یک منطقهٔ مسکونی در ایالات متحده آمریکا است که در نیواورلئان واقع شده‌است. این محله در رود می‌سی‌سی‌پی پایین در نیواورلئان، لوئیزیانا قرار دارد. در راس رودخانه، الجزیره پوینت یکی از محله‌هایی است که رودخانه در اطراف آن جریان دارد - البته یک نقطه قابل توجه. از دهه ۱۹۷۰، نام الجزیره پوینت به محله‌ای در مجاورت آن نقطه نیز اشاره دارد. شهروندان الجزیره پوینت (و الجزایر در کل) به عنوان الجزیره یا الجزایر شناخته می‌شوند.